# Верхнеуринский сельсовет
Верхнеуринский сельсовет — сельское поселение в Ирбейском районе Красноярского края.
Административный центр — село Верхняя Уря.
В 1992 году путём выделения из Верхнеуринского и Тумаковского сельсоветов был образован Чухломинский сельсовет.

## Население
| 2010 | 2012  | 2013  | 2014  | 2015  | 2016  | 2017  |
| ---- | ----- | ----- | ----- | ----- | ----- | ----- |
| 1157 | ↘1146 | ↘1124 | ↘1113 | ↘1096 | ↘1070 | ↘1058 |

## Состав сельского поселения
В состав сельского поселения входят 3 населённых пункта:
| № | Населённый пункт | Тип населённого пункта       | Население |
| - | ---------------- | ---------------------------- | --------- |
| 1 | Верхняя Уря      | село, административный центр | 586       |
| 2 | Елисеевка        | деревня                      | 419       |
| 3 | Михайловка       | деревня                      | 152       |

До 1989 года в Верхнеуринский сельсовет входила деревня Латынцево.

## Местное самоуправление
Верхнеуринский сельский Совет депутатов
Дата избрания: 14.03.2010. Срок полномочий: 5 лет. Количество депутатов: 10
Глава муниципального образования
- Кудрявцев Виктор Александрович. Дата избрания: 14.03.2010. Срок полномочий: 5 лет